# Paraberotha acra
Paraberotha acra là một loài côn trùng trong họ Berothidae thuộc bộ Neuroptera. Loài này được Whalley miêu tả năm 1980.